# Liste der Gedenktafeln und Gedenksteine in Wien/Penzing
Diese Liste der Gedenktafeln und Gedenksteine in Wien/Penzing enthält die Gedenktafeln im öffentlichen Raum des 14. Wiener Gemeindebezirks Penzing. Eine Grundlage dieser Liste ist „Wien Kulturgut“, der digitale Kulturstadtplan der Stadt Wien, daneben das Wien Geschichte Wiki und Archivmeldungen der Rathauskorrespondenz.
Neben den wandgebundenen Gedenktafeln sind auch die von der Stadt Wien als Denkmäler klassifizierten Gedenksteine angeführt. Andere Denkmäler sowie Kunstwerke im öffentlichen Raum sind unter Liste der Kunstwerke im öffentlichen Raum in Wien/Penzing zu finden.
Erinnerungssteine sind in Stationen der Erinnerung in Penzing angeführt.

## Gedenktafeln und Gedenksteine
| Foto  |                 | Inschrift | Name                                                                        | Typ         | Standort                                                   | Beschreibung | Metadaten                                             |
| ----- | --------------- | --- | --------------------------------------------------------------------------- | ----------- | ---------------------------------------------------------- | --- | ----------------------------------------------------- |
| ja    | Datei hochladen | HIER WOHNTE ANZENGRUBER. Ihrem Obm.Stellv. die 42. M.O.G. Hietzing des Deutschen Schulverein. | Ludwig Anzengruber - Gedenktafel viennatouristguide                         | Gedenktafel | Gyrowetzgasse 10 Standort                                  | |                                                       |
| ja    | Datei hochladen | der mond ißt äpfel wenn ich nicht zusehe aus unsren bäumen. H.C. ARTMANN 1921 - 2000 | H.C. Artmann - Gedenktafel                                                  | Gedenktafel | Kienmayergasse 43 Standort                                 | |                                                       |
| ja    | Datei hochladen | Leon Askin (1907-2005) In diesem Haus verbrachte der in Wien geborene Schauspieler und Regisseur der nach seiner Emigration in Hollywood Karriere machte, die letzten Jahre seines Lebens. Wien - Paris - New York - Hollywood - Wien Verein der Freunde • Jüdisches Museum Wien • 2007 | Leon Askin - Gedenktafel ID: 94419 viennatouristguide                       | Gedenktafel | Hütteldorferstraße 349 Standort                            | Anbringung und Enthüllung der Steintafel anlässlich des 100. Geburtstags, den der zwei Jahre zuvor verstorbene Leon Askin an diesem Tag gefeiert hätte.            |                                                       |
| ja    | Datei hochladen | Zur dankbaren Erinnerung an die selige Frau Marie Braunschmid, Zimmermeisterswitwe, von Penzing welche die Thurmuhr an dieser Pfarrkirche im Jahre 1884, gespendet hat. Von der Gemeinde Penzing. | Marie Braunschmid - Gedenktafel ID: 94670                                   | Gedenktafel | Cumberlandstraße 53 / Einwanggasse 30 Standort             | | Standort: Am Turm der Penzinger Pfarrkirche St. Jakob |
| ja BW | Datei hochladen | Zur Erinnerung an DDr. Christian Broda 1916 - 1987 den großen sozialdemokratischen Rechtsreformer Österreichs | Christian Broda - Gedenktafel viennatouristguide                            | Gedenktafel | Penzinger Straße 72 Standort                               | |                                                       |
| ja    | Datei hochladen | Prof. Oscar Deléglise 1945 - 1948 Direktor des Max-Reinhardt Seminars | Oscar Deléglise - Gedenktafel viennatouristguide                            | Gedenktafel | Linzer Straße 421 Standort                                 | |                                                       |
| ja    | Datei hochladen | hic tvmvlvm optavi Michael Denis extinctae s.i. sacerdos a consil et bibliotheca Avgg. natvs schardingab. a. MDCCXXIX obii. Viennae a, MDCCC. | Michael Denis - Gedenktafel                                                 | Gedenktafel | Linzer Straße 424                                          | |                                                       |
| ja    | Datei hochladen | Zur Erinnerung an Weiland Se. kais. Hoheit den durchl. Herrn Erzherzog Franz Karl, welcher an dieser Stelle zur Jagd in den hiesigen Gebirgen einzutreffen pflegte. Die sein Andenken ehrende Gemeinde Hütteldorf 1878 | Erzherzog Franz Karl - Gedenktafel ID: 96463                                | Gedenktafel | Hüttelbergstraße 1, Identadresse Linzerstraße 442 Standort | Stein (Marmor) (1878) |                                                       |
| ja    | Datei hochladen | 25.8.1868 - 6.9.1916 In diesem Hause wohnte, wirkte u. starb der Böhmerwalddichter Josef Gangl. Errichtet von der Heimatgruppe Kaplitz und Umgebung des Sudetendeutschen Heimatbundes 1931. | Josef Gangl - Gedenktafel ID: 96465 viennatouristguide                      | Gedenktafel | Linzerstraße 226 Standort                                  | Stein (Marmor), Metall (Bronze) (1931) |                                                       |
| ja    | Datei hochladen | Zum Gedenken an Franz Glaserer 1904 - 1983 Bürger der Stadt Wien Stadtrat für Wohnungswesen 1954 - 1968 | Franz Glaserer - Gedenktafel viennatouristguide                             | Gedenktafel | Hackinger Straße 30                                        | Die Gedenktafel nach Renovierung des Franz-Glaserer-Hofs auf Hackinger Straße 30 nicht mehr vorhanden                                                              |                                                       |
| ja    | Datei hochladen | Hier lebte und wirkte in den Jahren 1935-1993 der Textautor Josef Kaderka 22.6.1910-18.1.1993 Sein Herz schlug für Wien und die Musik | Josef Kaderka - Gedenktafel ID: 96466 viennatouristguide                    | Gedenktafel | Marnogasse 1 Standort                                      | Stein (Granit) (1993) |                                                       |
| ja    | Datei hochladen | Gustav Klimt An dieser Stelle stand das Haus in dem der Maler Gustav Klimt, Mitgründer der Wiener Secession am 16. Juli 1862 geboren wurde | Gustav Klimt - Gedenktafel ID: -94956 viennatouristguide                    | Gedenktafel | Linzerstraße 247 Standort                                  | Stein, Klimts Geburtshaus wurde 1968 abgebrochen, an dessen Stelle entstand der heute dort bestehende Neubau, an dem die Gedenktafel angebracht wurde. (nach 1968) |                                                       |
| ja    | Datei hochladen | In diesem Hause wohnte im Sommer und Herbst 1836 Nikolaus Lenau und schuf hier an seinem Savonarola. | Nikolaus Lenau - Gedenktafel viennatouristguide                             | Gedenktafel | Beckmanngasse 14 Standort                                  | |                                                       |
| ja    | Datei hochladen | Hier verbrachte die Wiener Schauspielerin und Sängerin LOTTE LENYA mit bürgerlichem Namen Karoline Blamauer, die später als Ehefrau des Komponisten Kurt Weill in die USA emigrierte und amerikanische Schauspielerin wurde, ihre Kinder- und Jugendjahre. EUROPEAN GROUPTHEATER | Lotte Lenya - Gedenktafel ID: 105982 viennatouristguide                     | Gedenktafel | Ameisgasse 38 Standort                                     | Plexiglas (?) (2003) |                                                       |
| ja    | Datei hochladen | In diesem Haus lebte das Künstlerpaar Hermann Leopoldi (15.08.1888 - 28.06.1959) und Helly Möslein (04.08.1914 - 06.07.1998) nach der Rückkehr von Hermann Leopoldi aus der erzwungenen Emigration von 1949 bis zum jeweiligen Tod. Verein der Freunde - Wienbibliothek - 2012 | Hermann Leopoldi & Helly Möslein - Gedenktafel ID: 96306 viennatouristguide | Gedenktafel | Diesterweggasse 8 Standort                                 | Stein (Beton) (2012) |                                                       |
| ja    | Datei hochladen | Mathias Liška Freiheitskämpfer 1889-1943 | Mathias Liška - Gedenktafel ID: 96461                                       | Gedenktafel | Fünkhgasse 2 Standort                                      | Stein (Marmor) (ca. 1949) | Standort: Liska-Hof                                   |
| ja    | Datei hochladen | In diesem Hause sprach der grosse Volksbürgermeister Excellenz Dr. Karl Lueger am 18. Oct. 1909 zum letzten Male in einer öffentl. Wählerversammlung Gewidmet vom Verein der Hausbesitzer im XIII. Bezirk in Wien | Karl Lueger - Gedenktafel ID: 96467 viennatouristguide                      | Gedenktafel | Penzingerstraße 72 Standort                                | Metall (Bronze), sig. HK (1911) |                                                       |
| ja    | Datei hochladen | In diesem Haus wohnte der österreichische Freiheitskämpfer Fritz Mastny Justifiziert am 2.11.1943 Er starb für Österreichs Freiheit! | Fritz Mastny - Gedenktafel viennatouristguide                               | Gedenktafel | Gurkgasse 51 Standort                                      | |                                                       |
| ja    | Datei hochladen | Hier wohnte und wirkte von 1930 - 1980 der international bekannte Violinpädagoge o. Prof. Ernst Morawec Die Wiener Philharmoniker | Ernst Morawec - Gedenktafel viennatouristguide                              | Gedenktafel | Diesterweggasse 10 Standort                                | |                                                       |
| ja    | Datei hochladen | Hans Muhr 1878-1932 Sein Herz galt diesem Berg. Sein Schaffen dessen Bewohnern. | Hans Muhr - Gedenktafel                                                     | Gedenktafel | Hans-Muhr-Promenade 20                                     | |                                                       |
| ja    | Datei hochladen | In diesem Haus rettete Hilde Ölsinger das jüdische Ehepaar Nelly und Samuel Storfer vor der bevorstehenden Deportation in das KZ Theresienstadt. Sie versteckte die beiden von September 1943 bis zur Befreiung Wiens im April 1945 in ihrer Wohnung. Für ihre mutige Tat verlangte Hilde Ölsinger kein Entgelt. Sie wurde 1977 von Yad Vashem als eine der 110 österreichischen Gerechten unter den Völkern geehrt. COURAGE IST EINE FRAGE DER ENTSCHEIDUNG HATE-BRAKERS | Hilde Ölsinger - Gedenktafel ID: 97047                                      | Gedenktafel | Leyserstraße 5 Standort                                    | Plexiglas (2016) |                                                       |
| ja    | Datei hochladen | In diesem Hause wohnte und schuf Prof. Dr. GEORG PEVETZ 1893 - 1971 akad. Maler und Graphiker Seine bedeutenden Werke bleiben Zeugnisse der donauländischen Kultur Museumsverein Penzing 1977 | Georg Pevetz - Gedenktafel viennatouristguide                               | Gedenktafel | Diesterweggasse 2 Standort                                 | |                                                       |
| ja    | Datei hochladen | In diesem Hause wohnte unser großer völkischer Tondichter Josef Reiter in den Jahren 1896-1899. Wiener Männergesangverein Breitensee | Josef Reiter - Gedenktafel ID: 96464                                        | Gedenktafel | Kendlerstraße 25 (23?) Standort                            | Stein (Marmor) (1938) |                                                       |
| ja    | Datei hochladen | Im Gedenken Dr. h.c. Peter Schieder 1941 - 2013 Gründungsmitglied und Vorsitzender der Volkshochschule Penzing | Peter Schieder - Gedenktafel                                                | Gedenktafel | Hütteldorfer Straße 112 Standort                           | |                                                       |
| ja    | Datei hochladen | In diesem Hause lebte unser langjähriges Vorstandsmitglied Hans Schober Textautor und schuf hier seine unvergesslichen Liedertexte. Gewidmet von der Vereinigung „Das Wienerlied“ Wien, im April 1967. | Hans Schober - Gedenktafel viennatouristguide                               | Gedenktafel | Reinlgasse 16 Standort                                     | |                                                       |
| ja    | Datei hochladen | Der Noth entwachsen Flügel In diesem Hause schuf 1863-1864 Richard Wagner während der trübsten Zeit seines Lebens an seinem sonnigsten Werke: „Die Meistersinger“ Von treuen Freunden gestiftet 1902 | Richard Wagner - Gedenktafel ID: 96462 viennatouristguide                   | Gedenktafel | Hadikgasse 72 Standort                                     | Benk, Stein (Marmor) (1902) |                                                       |
| BW    | Datei hochladen | Im Gedenken an die Opfer des von den Nationalsozialisten verursachten Zweiten Weltkrieges Am 26. Juli 1944 starben 66 Menschen, darunter viele Kinder, beim vermutlichen Notabwurf eines amerikanischen Bombers nahe diesem Ort im Halterbachtal. Sie hatten in einem ehemaligen Wasserbehälter der Albertinischen Wasserleitung Schutz gesucht. Verein Kordonsiedlung Juli 2019 Eine Projektarbeit der LBS für Steinmetzen in Schrems.                                   | Gedenkstein für die Bombenopfer am Kordon ID: 109044                        | Gedenkstein | Hüttelbergstraße ggüber Nr. 73 Standort                    | (2019) |                                                       |
| ja    | Datei hochladen | Anfang Dezember 1981 wurde bei der durch die überparteiliche Bevölkerungsinitiative Steinhofgründe erwirkten Wiener Volksbefragung die bereits beschlossene Verbauung dieser Landschaft mehrheitlich abgelehnt. Dem Willen der Bevölkerung folgend wurden die Steinhofgründe am 23. Dezember 1981 unversehrt als Erholungsgebiet für alle geöffnet. | Bürgerinitiative Steinhof - Gedenkstein ID: 108996                          | Gedenkstein | Steinhofgründe Standort                                    | Stein mit Inschrifttafel aus Metall |                                                       |
| ja    | Datei hochladen | Schubert-Linde 1928 Wr. Männergesangsverein Breitensee Breitenseer Männerchor | Schubertlinde-Gedenkstein ID: 91484                                         | Gedenkstein | Laurentiusplatz Standort                                   | (1928) |                                                       |

## Ehemalige Gedenktafeln und Gedenksteine
| Foto |                 | Inschrift | Name                                 | Typ         | Standort                 | Beschreibung | Metadaten |
| ---- | --------------- | --- | ------------------------------------ | ----------- | ------------------------ | --- | --------- |
| ja   | Datei hochladen | In diesem Hause wohnte der österreichische Freiheitskämpfer Ernst Burger ermordet im KZ Auschwitz am 30.12.1944. Sein Tod ist uns Mahnung und Verpflichtung. Landesverband der Österreichischen K.Z.-LER | Ernst Burger - Gedenktafel ID: 95161 | Gedenktafel | Matznergasse 18 Standort | Ernst Burger (16. Mai 1915 – 30. Dezember 1944) war zunächst Funktionär der sozialdemokratischen Roten Falken und ab 1934 führendes Mitglied des Kommunistischen Jugendverbandes. Wegen seiner Widerstandstätigkeit sowohl gegen den autoritären Ständestaat als auch gegen das NS-Regime wurde er mehrmals verhaftet. Er zählte zu den Stützen der geheimen Widerstandsgruppe im KZ Auschwitz. Gemeinsam mit anderen Häftlingen wurde er am 30. Dezember 1944 vor den angetretenen Häftlingen auf dem Appellplatz des KZ Auschwitz gehängt. Gedenktafel am 16. Juni 2022 nicht mehr vorhanden. (1949) |           |